# Битва на Альті (1068)
Би́тва на А́льті — битва, що відбулася 1068 року на берегах річки Альта між Руссю та половцями. Згадується у «Повісті временних літ». Руськими військами керував тріумвірат Ярославичів — великий князь київський Ізяслав Ярославич, чернігівський князь Святослав Ярославич і переяславський князь Всеволод Ярославич. Командири з половецького боку в літописі не вказані. Закінчилася перемогою половців. Після поразки в Києві спалахнуло велике повстання проти київського князя, внаслідок якого Ізяслав був змушений тікати закордон.

## Передумови
За руськими літописами степові кочовики половці вперше з'явилися біля Русі 1055 року, на кордоні Переяславської землі. Тоді половецький хан Блуш уклав із переяславським князем Всеволодом Ярославичем мир. Проте вже 1061 року половці здійснили перший напад на Русь — хан Сокал сплюндрував Переяславщину; 2 лютого 1062 року він розбив Всеволодове військо й повернувся до степу. 1068 року половці знову пішли походом на Русь й атакували Переяславську землю. Всеволод, навчений минулою поразкою, звернувся по допомогу до старших братів — київського князя Ізяслава Ярославича та чернігівського князя Святослава Ярославича, з якими перебував у тріумвіраті. Кожен з братів привів свою дружину, а Ізяслав — ще й київське ополчення.

## Хід
Детальних відомостей про перебіг битви не збереглось. Точна дата також невідома. У «Повісті временних літ» згадується лише, що бій відбувався вночі, на річці Альта. Половці здобули перемогу, а Ярославичі з уцілілими військами втекли з поля битви — Ізяслав і Всеволод до Києва, а Святослав — до Чернігова.
| Іпатський літопис |  | Переклад |
| --- |  | --- |
| В лѣт̑ . ҂s҃ . . ф҃ . о҃s . [6576 (1068)] Придоша иноплеменьници . на Рускую землю . Половци мнозѣ . Изѧславъ же и Ст҃ославъ . и Всеволодъ . изиидоша противу имъ . на Льто и бывши нощи . поидоша противу собѣ . грѣхъ ради нашихъ . попусти Бъ҃ Н на ны поганыӕ . и побѣгоша Половци |  | У рік 6576 [1068]. Прийшли іноплемінники на Руську землю, половці многі. А Ізяслав, і Святослав, і Всеволод вийшли супроти них на [річку] Альту. І коли настала ніч, рушили вони одні проти одних. За гріхи наші напустив Бог на нас поганих, і побігли руські князі, і перемогли половці. |

## Наслідки

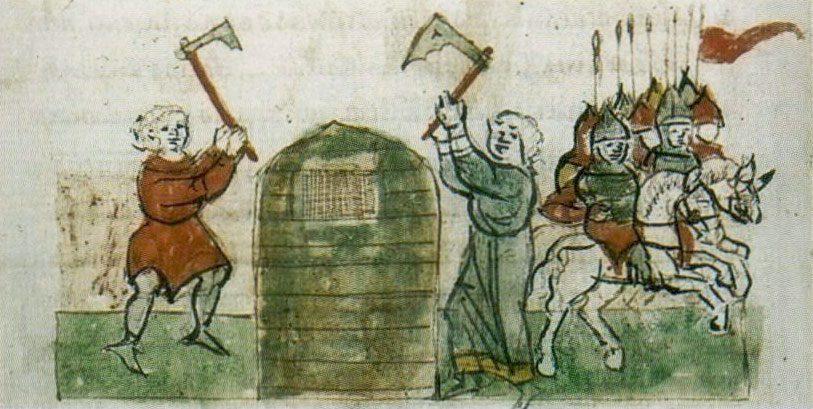
Кияни визволяють Всеслава з в'язниці (Радзивілівський літопис)

Київське ополчення повернулося до Києва, зібрало віче на Подільському торгу і стало вимагати від князя Ізяслава коней і зброю, щоб помститися половцям. Князь відмовив їм, певно, остерігаючись озброїти вороже налаштованих до нього городян. Тоді «люди київські» підняли повстання і вигнали Ізяслава. Повстанці визволили Всеслава Брячиславича, що був ув'язнений за попередньої влади, й поставили його новим київським князем. Ізяслав утік до родичів в Польщу, й у квітні 1069 року відвоював Київ за допомоги військ польського князя Болеслава II.
Тим часом Святослав відновив свої сили у Чернігові й того ж 1068 року повернув собі славу, розбивши половецьке військо на річці Снов.